# Знамя
Зна́мя (древне-русские — стяг, прапор, бунчук, хоругвь; древне-римское — signum, vexillum, со времён христианства — labarum; французские — enseigne, drapeau, oriflamme, bannière, étendard, pavilion, pennon, немецкие — Fahne, Banner, Panier) — специальное полотнище на древке, как торжественная эмблема общественной или военной организации или государства. Может быть с навершием и другими элементами знамённого комплекса, воинское знамя является символом борьбы и побед.
Знамя — это единичное изделие, тогда как флаг — массового производства.
Знамёна бывают военные — у формирований (воинских частей, соединений, объединений и так далее) и гражданские — у отдельных организаций либо переходящие знамёна — как символы трудовых побед. Главная составляющая знамени — полотнище, которое цветом, рисунками и надписями отражает достижения формирования/организации. Как правило, полотнище знамени изготавливается из дорогостоящих материалов и богато украшается лентами, вышивкой, бахромой, кистями и многим другим. В то же самое время известно множество знамён, простых в изготовлении, но овеянных славой множества побед. Например, Знамя парижских коммунаров или Знамя Победы. Само полотнище изготавливают из двух прямоугольных кусков ткани, сшивая их по периметру, и крепят непосредственно к древку с помощью специальных знамённых гвоздей. Знамёна появились ещё в Древнем Египте, а их расцвет и чёткая регламентация по применению и награждению относится к Римской империи. Основные положения знамённой этики применяются, таким образом, более 2000 лет. В России имперского периода имелись Государственное знамя Российской империи, а в Русской императорской армии (РИА) знамёна полковые (в кавалерийских полках — штандарты) и войсковые (у казачьих войск). Утрата знамени его владельцем, например воинской частью, считается большим позором.

## История знамени в России

### Стяг
Стяг или чёлка становая — воинское знамя в Древней Руси в виде шеста с укреплённым на нём пучком конских волос, клином яркой ткани, фигуркой животного или другим предметом. Важнейшая характеристика стяга — быть хорошо видным издалека.
В конце XIV века на русских стягах начали изображать лик Спасителя. Стяги с его изображением начали называть знамением. В XVI веке слова знамение и стяг встречаются одинаково часто. В конце XVI века слово стяг встречается всё реже, а в начале XVII века практически выходит из употребления.

### Хоругвь военная
Большое военное знамя (стяг) со священным изображением называется хоругвь. В Новое время такие хоругви использовали короли и императоры для украшений во время особых торжеств. На полотнище военной хоругви изображается образ Иисуса Христа, Богородицы, святых, архангел, герб, или святые реликвии. Носитель военной хоругви назывался хорунжим.

### Прапор
Прапор — небольшое персональное знамя с длинными хвостами, личный знак родовитых людей.
На Руси (в России) прапоры появились не ранее XVI века, изначально использовались боярами. В XVII веке прапоры получают широкое распространение, к концу столетия прапором обладают все крупные должностные лица.

### Воинские знамёна
Боевое знамя воинской части — официальный символ и воинская реликвия воинской части, олицетворяет её честь, доблесть, славу и боевые традиции, указывает на предназначение воинской части и её принадлежность.

«Жалованные войскам знамёна, штандарты и прочие регалии присваиваются им навсегда, как отличительные знаки, свидетельствующие о храбрости и доблести войск, заслуживших отличия. Посему каждая часть войск обязана с особенным попечением содержать свои регалии и в самой древности их находить лестнейшее удостоверение в достоинствах и заслугах тех войск, которыми они приобретены».— Свод военных постановлений.
В России вопросы Боевого знамени воинских частей, соединений, объединений, о порядке его вручения, хранения, содержания, ремонта, передачи (сдачи) при расформировании, регламентируются «Положением о порядке вручения Боевого знамени воинской части» являющимся приложением к Уставу внутренней службы Вооружённых Сил Российской Федерации. Боевое знамя каждой части утверждается Геральдическим советом при Президенте Российской Федерации. Вопросы охраны Боевого знамени регламентируются Уставом гарнизонной и караульной служб Вооружённых Сил Российской Федерации. В случае утраты Боевого знамени по вине личного состава, воинская часть лишается всех своих отличий (в СССР расформировывалась). Общие вопросы Боевого знамени регламентируются отдельным указом Президента РФ «О Боевом знамени воинской части». Боевое знамя (нового образца) в РФ гвардейских частей и соединений с соответствующей атрибутикой (георгиевская лента и навершие) называется георгиевским знаменем.

#### Военные знамёна в Российской империи
По уставу Петра I прапорщик и знамённый взвода за утрату знамени подлежали смертной казни, а воинская часть — расформированию. Взятие же неприятельского знамени непременно вознаграждалось либо звонкой монетой, либо повышением в звании, что вдохновляло на подобные подвиги.
В XVIII веке знамёна выдавались только линейной пехоте. Кавалерийским частям выдавали штандарты. Штандарты впервые были выданы кирасирам в 1731 году. До 1882 года драгуны имели знамёна пехотного образца, но меньшего размера и обшитые бахромой.
С начала XVIII века знамя выдавалось каждой роте. Знамя первой роты считалось полковым — оно было белого цвета, остальные знамёна — цветные. С середины XVIII века знамёна выдавались батальонам, а с начала XIX века — только полкам.
До конца XVIII века знамя выдавалось на время. При воцарении нового императора знамёна уничтожались, а вместо них выдавались знамёна нового образца. С начала XIX века знамёна начали храниться в полка́х; они хранились в цейхгаузах, а позже в музеях. В торжественных случаях старые знамёна выносили в строй.
Древки знамён цветные — по родам и видам родов войск. В навершии древка размещался двуглавый орёл, под навершиями повязывали шнуры с кистями. В начале XIX века были введены наградные Георгиевские знамёна. Во второй половине XIX века полкам в честь их 100-летнего и более юбилея вместо шнуров выдавались ленты — Андреевские для гвардейских полков и Александровские для обычных.
Основным изображением на знамени был двуглавый орёл. В XVIII веке также изображались гербы полков, которые соответствовали гербам городов, в которых формировался полк, или императорские вензеля.
В 1731 году в углах знамён появились цветные, как правило, красные наугольники. В 1760-е годы наугольники приобрели клиновидную форму, так что центральная часть знамени имела вид креста с расширяющимися концами. Этот рисунок знамени был утверждён в 1797 году императором Павлом I, впервые постановившем, что знамя является не «войсковым имуществом», а «реликвией» и «святыней». При Павле впервые частям, утратившим знамёна, было отказано в выдаче новых.
Образец 1797 года представлял собой квадратное полотнище, составленное из 16 кусков разноцветной ткани, образующих общий рисунок в виде креста и углов. Тогда же были введены т. н. белые (с белым крестом) и цветные знамёна. Белое знамя выдавалось одно на полк (как правило, в 1-ю роту) и считалось полковым, цветные знамёна распределялись по батальонам. В центре всех знамён в зелёном венке на золотом (золото-оранжевом) медальоне под большой короной располагался коронованный двуглавый орёл с поднятыми крыльями, скипетром, державой, изображением Георгия Победоносца и Андреевской цепью вокруг последнего. В навершии знамени располагался двуглавый орёл.
Этот вариант был изменён уже в 1800 году, он (в общих чертах) просуществовал до 1882 года. Венок и медальон в центре стали крупнее, орёл стал изображаться вполоборота, без георгиевского изображения и андреевской цепи, но с перунами и молниями в лапах. На голубой ленте над орлом шла надпись «Съ нами Богъ» (на обороте — «Благодать»), под орлом — только у наградных знамён на голубой ленте указывалась причина награды. Знамя выглядело как крест с расширяющимися концами (для цветных знамён цвет креста совпадал с цветом инспекции), в несколько зауженных по сравнению с предшествующим образцом экземпляром углах — одно- или двухцветных — цветные наугольники с императорскими вензелями (в гвардии — под двумя (Императорской и Мальтийской) коронами. Вензеля вышивались золотом или серебром. В навершии знамени располагался вензель Павла.
Рисунок знамён был сохранён новым императором Александром, однако был изменён вензель, ставший на всех знамёнах золотым (впрочем, старые знамёна продолжали использоваться со старыми вензелями) (образец 1803 г.). «Белые» знамёна полностью лишились цветных элементов и стали одинаковыми у всех полков, в которых был установлен данный образец (за небольшим исключением, так, например, цветные углы были сохранены у белого знамени лейб-гвардии в Литовском полку (знамя пожаловано в 1811 г.)). Было установлено и отличие линейных (знамя с вензелями) и гарнизонных (знамя без вензелей) полков.
В 1806 г. были введены особые «Георгиевские» знамёна за отличие (первое знамя такого типа получил Киевский гренадерский полк). На этом знамени, украшенном георгиевскими (а не простыми серебряными) лентами с кистями, орёл получил на грудь изображение Георгия на красном фоне, по краям знамени (и белого, и цветного) шла золотая надпись о причине награждения, в центре навершия помещался Георгиевский крест, выкрашенный белой эмалью.
21 марта 1807 года знамённые древки повелено иметь: в 1-х полках — белые, во 2-х полках — палевые, в 3-х — кофейные, в 4-х — чёрные. 5 декабря В 1808 году знамённые древки повелено иметь следующих цветов: в первых гренадерских и мушкетёрских полках дивизий — жёлтого, во вторых — чёрного, в третьих — белого, в четвёртых — жёлтого, в пятых — чёрного.
В 1813 году были введены знамёна нового типа. 24 декабря 1813 года утверждены рисунки и расцветка Георгиевских знамён для гвардейской пехоты. В отличие от образца 1803 года орёл стал изображаться с опущенными крыльями, перунами и венком в лапах, корона всего одна — на острие щита. Кресты у одного знамени на полк — белые, у остальных — жёлтые. Углы: нижняя половина — по цвету дивизии (в 1-й белые, во 2-й чёрные); верхняя половина — по цвету полка в дивизии (красные, светло-синие, белые и зелёные). В углах — вензеля Александра I. Изготовлены и отправлены в гвардейские полки были только цветные знамёна (то есть с жёлтым крестом), так как белые знамёна отменены в 1814 году — сначала в армейских, а затем и в гвардейских полках.
19 июня и 3 августа 1816 года утверждены образцы знамён армейских гренадерских и пехотных полков. Они повторяли гвардейский образец 1813 года, но кресты у всех знамён были зелёными, а орёл имел вид, напоминавший орла на гвардейских киверах. Углы у пехотных полков белые, у гренадерских — состоят из двух половин: верхние красные, нижние по цвету дивизий (белые, чёрные или жёлтые). Навершие представляло собой гранёную восьмигранную трубку с копьём, в копье орёл с перунами и венком в лапах.
С 1827 года в армии решено жаловать знамёна и частям лёгкой пехоты (карабинерам, егерям) и инженерных войск (сапёрам, пионерам). Знамёна повторяли образец знамён гренадерских и пехотных, но имели дополнительные полоски по шву креста и углов.
- У карабинер полоски жёлтые.
- У первых егерских полков дивизий светло-синие
- У вторых егерских полков дивизий красные,
- у сапёров и пионеров — чёрные.

В 1857 году появился новый образец знамени. Углы полотнища теперь были одинаковыми для всех полков: разделённые по диагонали на чёрные и белые поля. Крест отделялся от углов тонкими оранжевыми полосками, такие же полоски делили углы пополам. Надписи отличия на Георгиевских знамёнах шли по периметру полотнища. В оранжевом медальоне в центре полотнища помещался двуглавый орёл, утверждённого в этом же году «геральдизированного» образца (разработанного бароном Б. Кене). Изменились общие пропорции орла, на крыльях появились кроме крупных маховых перьев и маленькие нитеобразные (в подражание германскому орлу), хвост орла приобрёл характер орнамента, Святой Георгий на груди орла повёрнут в правую геральдическую (то есть в левую относительно зрителя) сторону. Медальон окружался венком и венчался короной.
На юбилейных знамёнах в нижней части венка дорисовывалась голубая лента с юбилейными датами
Указ от 31 августа 1857 года «О цвете знамённых и штандартных древок» устанавливал: древки в гвардейской пехоте: в первых полках дивизии — жёлтые, во вторых полках — чёрные, в третьих полках — белые, в четвёртых — чёрные, в сапёрном батальоне — чёрные, стрелковых батальонах — чёрные. В пехоте в гренадерских и армейских частях: в первых полках дивизии — жёлтые, во вторых — чёрные, в третьих — белые, в четвёртых полках, сапёрных батальонах, стрелковых батальонах, линейных батальонах — чёрные. Во внутренних гарнизонных батальонах — чёрные. В военно-учебных заведениях — так же как в пехотных дивизиях побатальонно. В санкт-петербургских и московских военно-учебных округах, где батальонов более 4-х, установлено у пятых иметь цвет древок как у 1-х батальонов, у 6-х — как у вторых батальонов.
Приказом по военному ведомству от 18 ноября 1876 года император установил иметь на Георгиевских знамёнах гвардии — навершия (двуглавых орлов) по особому образцу из золочёной или высеребряной бронзы, с лавровыми венками под ними, в которых укрепляется знак ордена Св. Георгия 1-й степени.
Величина полотнища знамени была уменьшена до 1 аршина 13 вершков. Композиция знамён была в общем сохранена. Гвардейские знамёна имели как и прежде жёлтые кресты. Армейские знамёна — белые кресты. Для отличия знамён гренадерских частей, на всех четырёх концах креста знамени рисовали золотые пылающие гренады, обращённые пламенем к краям знамени. Углы (под вензелями) в армейских частях устанавливались следующими:
а) в пехоте:
— в 1-х полках дивизий поле красное;
— в 2-х полках дивизий поле светло-синее;
— в 3-х полках дивизий поле белое;
— в 4-х полках дивизий поле тёмно-зелёное.
В стрелковых батальонах — малиновое.
В сапёрных батальонах — чёрное.
В линейных батальонах поле по цвету плечевых погон: в Кавказских и Западно-Сибирских — белое, в Туркестанских — светло-синее, в Оренбургских и Восточно-Сибирских — тёмно-зелёное. В крепостных и губернских полках и батальонах тёмно-зелёное. Указом от 11 апреля 1878 года (приказ по Военному ведомству от 31 октября) был установлен новый знак отличия — широкая георгиевская лента с надписью отличия полка (узкая георгиевская лента без надписей использовалась и ранее и была принадлежностью Георгиевских знамён). Упомянутые георгиевские ленты становились неотъемлемой частью знамени или штандарта и с них не снимались. «Лента имела ширину 2 2/8 вершка и длину 2 аршина 2 вершка, она перегибалась посередине и складывалась под углом 10°; перегиб зажимался в серебряную скобу с кольцом для навешивания на знамя (штандарт). У этой скобы к ленте золотой или серебряной (по прибору) пуговицей гвардейского образца (с изображением государственного герба) пришивался бант. Концы ленты обшивались двойной серебряной канительной бахромой длиной 3 вершка, внутри которой вшивались кисти из кручёных чёрных и оранжевых шёлковых ниток.
В нижней части верхнего конца ленты, отступя 1 вершок от бахромы, прикреплялся знак (крест) ордена Св. Георгия 1-й степени. Над крестом на расстоянии 1 1/2 вершка (6,66 см) прикреплялся золотой или серебряный (по прибору) кованый вензель императора, пожаловавшего отличие, по образцу, установленному для юбилейных лент, то есть высотой с короной 2 вершка (8,88 см) и шириной 1 5/8 вершка (7,21 см). Отступя 1 вершок от вензеля, вышивалась золотом или серебром надпись отличия, за которое пожалована лента. На втором конце ленты прикреплялись звезда ордена Св. Георгия и вензель на аналогичных расстояниях, а также золотом или серебром вышивалось наименование части (подразделения). С лицевой стороны банта вышивался год пожалования ленты. Лента подвязывалась под навершие знамени (штандарта) непосредственно над георгиевской лентой со знамёнными кистями так, чтобы бант приходился на лицевую сторону полотнища. Шнурок для подвязывания ленты имел длину не менее 12 вершков (53,28 см) и изготавливался из плотно скрученных серебряных ниток. Шнурок пропускался не менее трёх раз в кольцо скобы и крепко завязывался. Если на знамени (штандарте) имелась юбилейная лента, то она подвязывалась несколько выше Георгиевской так, чтобы её бант приходился с правой стороны от банта последней».
Такую награду получили только два полка — Нижегородский и Северский драгунские.
25 февраля 1880 года утверждён новый образец знамён для армейской пехоты. Несколько изменились пропорции креста: ширина креста у венка 3 и 2/8 вершка, у краёв полотнища 10 и 3/8 вершка; Государственный герб высотой 8,25 вершка, шириной 7 и 3/8 вершка; корона высотою 3 и 1/8 вершка, шириной 3,75 вершка. Знамёна этого образца пожаловали резервным пехотным батальонам.

 
В 1883 году был утверждён новый образец знамени. На одной стороне знамени масляными красками писалась полковая икона, на другой стороне — императорский вензель, в наугольниках — двуглавые орлы. В 1900 году полковые иконы заменили на образ Спаса Нерукотворного с надписью «Съ нами Богъ».
5 августа 1897 года золотое и серебряное шитьё на армейских знамёнах было заменено на белое и жёлтое шёлковое. Это объяснялось режимом экономии.
21 апреля 1900 года установлен новый образец знамени. Теперь это было цельнотканое полотнище унифицированного рисунка. На всех знамёнах этого образца на лицевой стороне изображался Спас Нерукотворный, кайма иконы повторяла по цвету кайму знамени. Рамка была того же вида, что и в образце 1883 года, но в её верхней части помещался девиз «„Съ нами Богъ“». Все надписи отличия удалялись с полотнища и оставались лишь на скобе.
Для войсковых частей нехристианских народов предусматривался вариант знамени, где вместо иконы изображался государственный двуглавый орёл, а девиз «„Съ нами Богъ“» отсутствовал.
11 июня 1912 года было решено нашивать на лицевой стороне Георгиевских знамён под иконой отрезок Георгиевской ленты с надписью отличия части. Тогда же Георгиевские знамёна (и новые и ранее пожалованные) получили Георгиевские ленты с кистями.
3 апреля 1914 года надпись отличия на Георгиевских знамёнах было решено нашивать не на отрезке Георгиевской ленты, а по периметру рамки.
4 апреля 1917 года было приказано доставить знамёна с вензелем императора Николая II в Петроград для снятия вензеля. Во фронтовых условиях вензеля часто закрывали кусками материи.
- Знамя Лейб-гвардии Преображенского полка 1742 года
- Знамя Лейб-гвардии Семёновского полка 1762 года
- Знамя Лейб-Гвардии Павловского гренадерского полка 1812 года
- Знамя промышленной администрации, Государственный музей истории Санкт-Петербурга.
- Знамя Ижевской дивизии Русской армии, 1919 год

#### Воинские знамёна в СССР
После Октябрьской революции воинские части Красной армии не имели единого образца знамён.
3 августа 1918 года был издан указ народного комиссара по военным делам № 608, где говорилось, что отличившимся в боях «полкам и ротам будут дарованы в качестве боевой награды от Российской Советской Федеративной Социалистической Республики особые знамёна Революции». Наградные знамёна получили официальное название Почётных революционных красных знамён. 11 июля 1926 года было принято Положение «О революционных Красных знамёнах частей Рабоче-крестьянской Красной армии» и утверждены образцы знамён. Эскиз образца нового знамени подготовил автор проекта знака ордена Красной Звезды художник П. А. Метельков.
Образцы и описания Красных знамён для гвардейской армии и гвардейского корпуса были утверждены Президиумом Верховного Совета СССР от 11 июня 1943 года.
Согласно Положению о красных знамёнах гвардейской армии и гвардейского корпуса:

1. Гвардейское Красное Знамя вручается армиям и корпусам при присвоении им гвардейского наименования.
Гвардейское Красное Знамя обязывает весь личный состав гвардейских армий и корпусов быть образцом для всех других частей и соединений Красной Армии.

2. Гвардейское Красное Знамя вручается от имени Президиума Верховного Совета СССР представителем Народного комиссариата обороны СССР.

3. Гвардейское Красное Знамя сохраняется за гвардейской армией и гвардейским корпусом на всё время, независимо от изменения наименования и нумерации армии или корпуса. Изменения наименования и нумерации армии или корпуса заносятся в грамоту, выдаваемую при вручении Красного Знамени.

4. Красное Знамя гвардейской армии или гвардейского корпуса всегда находится со штабом армии или штабом корпуса.

5. При утрате гвардейского Знамени вследствие неорганизованности, малодушия и неустойчивости в бою командный состав, виновный в таком позоре, подлежит суду военного трибунала, а армия или корпус лишаются гвардейского звания и подлежат переформированию.— Положение о Красных знамёнах гвардейской армии и гвардейского корпуса
- Боевое знамя 11-го разведывательного батальона
- Боевое знамя 127-го гвардейского учебного танкового полка
- Знамя Севастопольского высшего военно-морского инженерного училища
- Ветераны и Знамя Победы

#### Воинские знамёна в Российской Федерации
Штандарт Президента Российской Федерации был утверждён указом Б.Н. Ельцина в 1994 году. Президентское знамя имеет цвета государственного флага России с изображением золотого двуглавого орла. На древке флага крепится серебряная скоба с  выгравированными  фамилией,  именем  и
отчеством  Президента  Российской Федерации и датами его пребывания на этом посту.
4 июля 2003 года Федеральным законом Российской Федерации был издан указ № 91-ФЗ «О внесении изменений в Федеральный закон «О знамени Вооружённых Сил Российской Федерации, знамени Военно-Морского Флота, знамёнах иных видов Вооружённых Сил Российской Федерации и знамёнах других войск».
Личные штандарты имеет и ряд руководящих должностных лиц Вооружённых Сил Российской Федерации.
- Знамя Вооружённых сил Российской Федерации
- Список флагов Вооружённых сил России
- Список военно-морских флагов Российской Федерации
- Список штандартов Вооружённых сил России

- Реплика Боевого (штурмового) знамени 150-й ордена Кутузова II степени Идрицкой стрелковой дивизии 79-го стрелкового корпуса 3-й ударной армии 1-го Белорусского фронта 1945 года, проносимая знамённой группой на военном параде
- Церемония вручения боевого знамени 15-й армии ВКС особого назначения.
- Президент Владимир Путин прикрепляет ленту ордена Суворова на боевое знамя Краснознамённого Южного военного округа
- Боевое знамя «нового облика» в России, на примере 227-й артиллерийской Таллинской Краснознамённой, ордена Суворова бригады. Знамя в руках знаменосца на церемонии вручения в 2019 году[17]

#### Освящение знамён
Освящение знамён — традиция (обряд) в Вооружённых Силах Российской империи. Торжество освящения производилось, при пожаловании знамён формированиям, где они были предусмотрены, особо установленным порядком, при торжественной обстановке и сборе всего личного состава полка, отдельного батальона (дивизиона, роты). Кроме того бывает ежегодное освящение знамён — 1 августа.
В современное время церемониал проходит по установленному порядку, утверждённому Министром обороны Российской Федерации. Сначала знамя закрепляется на древке, затем при помощи специального молоточка и гвоздиков полотнище прибивают к древку, причём происходит это в строгой последовательности. Каждый гвоздик закрепляет определённое должностное лицо воинского формирования, от рядовых до высших офицеров. После этого, закреплённое на древке знамя освящают по чину, принятому в Русской Православной церкви и в расположении боевой части происходит церемония вручения Боевого Знамени.

### Штандарт
Штандарт — кавалерийское знамя и именное знамя или флаг, присваивающийся воинским подразделениям или должностным лицам за выдающиеся заслуги.

### Ясачное знамя
Ясачное знамя — царское знамя. Белого цвета с вышитым золотым орлом. Использовалось в торжественных случаях, например, во время Шествия на осляти, обряда водосвятия в праздник Богоявления Господня. Разворачивание ясачного знамени означало начало церемонии.

### Государственное знамя
Государственное знамя — одна из императорских регалий с изображением государственного герба. Государственное знамя использовалось при коронациях — впервые в 1741 году при коронации Елизаветы Петровны. Государственное знамя представляло собой жёлтое полотно с чёрными двуглавыми орлами на обеих его сторонах. Орлы были окружены овальными щитками с 31 гербом, которые символизировали покорённые земли, княжества и царства. Авторы знамени — И. Я. Вишняков, И. В. Чернавский, И. Одольский.
Второе знамя было создано к коронации Александра II, которая состоялась 26 августа 1856 года. Геральдист Кене в знамени использовал чёрный, золотой и серебряный цвета.

ГОСУДАРСТВЕННОЕ ЗНАМЯ из золотого глазета, с обеих сторон государственный герб, писанный красками; бахрома витая из золота, серебра и чёрного шёлка. Голубая лента ордена Св. Андрея Первозванного укреплена вверху бантом; концы ленты украшены с обеих сторон двуглавыми серебряными позолоченными орлами; от них вверх идут подписи, шитые золотом; на одном: «С нами Бог» и годы начала государства Русского (862) и принятия христианской религии (988); на другом: «С нами Бог» и годы принятия герба Восточной империи (1497) и титула Всероссийской империи (1721). На банте медальон с серебряным золочёным орлом; от банта висят две трёхцветные кисти. На древке серебряное позолоченное яблоко; на нём двуглавый орёл серебряный же, покрытый эмалью; при древке ручки в серебряной позолоченной оправе, расписаны тремя цветами. Знамя прикреплено к древку серебряными пуговицами на золотом галуне; кругом его золотая трёхцветная обшивка. При знамени перевязи, покрытые глазетом с трёхцветною каймою и подложенные малиновым бархатом.— Государственное знамя, меч и щит, Московская Оружейная палата, Александр Фомич Вельтман
По высочайшему повелению это новое государственное знамя заменило прежнее обветшалое и освящено в присутствии государя императора Александра Николаевича 1856 года августа 18 в Оружейной палате.
В 1882 году было утверждено Государственное знамя в виде прямоугольного золотого полотнища с чёрным двуглавым орлом под тремя коронами. На груди орла — в щите Московский герб, окружённый цепью ордена Святого Андрея Первозванного. Знамя, созданное к коронации Александра III в 1883 году, расписал художник Белашев. Вместо глазета он использовал шёлковую ткань цвета старого золота.
Для коронации Николая II было создано знамя из золотой ткани с использованием шитья.
Все государственные знамёна хранятся в Оружейной палате Московского Кремля (ныне — Государственный историко-культурный музей-заповедник «Московский Кремль»).

## Знамённый комплекс
Знамённый комплекс — совокупность полотнища знамени, его конструктивных и декоративных элементов.
В состав знамённого комплекса входят:
- Полотнище — основная часть знамени. Обычно полотнище знамени изготавливается из двух отрезов ткани, сшиваемых по периметру.
- Бахрома — декоративный, дополнительный (необязательный)  элемент или аксессуар полотнища.
- Древко — мачта для крепления полотнища, как правило, изготовленная из дерева.
- Знамённые гвозди — специальные гвозди, служащие для закрепления полотнища на древке.
- Запас — часть полотнища, обёрнутая вокруг древка и предназначенная для крепления к последнему.
- Люверс — металлическое колечко, закреплённое на ткани флага, которое используется для его крепления к тросу, карабинам и др.
- Навершие (гротик, острожек, острожок) — фигурное украшение из металла (копьё, шар), крепящееся на вершине древка. В литературе 1918—1919 годов иногда применялся термин «навершинье». Навершие крепится к древку с помощью трубки, в ней же крепятся шнуры с кистями и ленты (с памятными надписями или орденские).
- Скоба — это металлическое кольцо, крепящееся на древке ниже полотнища, на котором традиционно гравируют памятные надписи (в ВС России — краткую биографию воинской части).
- Темляк — сложенный в виде петли ремень с кистью, предназначенный для фиксации знамённых чехлов. При снятом чехле повязывался на древко по скобе.
- Подток — это опора для знамени, выполненная из твёрдого материала в форме конического стакана, прикрепляемая внизу к древку.

В состав знамённого комплекса входит также предохранительный чехол знамени и панталер — перевязь через плечо знаменосца, предназначенная для ношения знамени.